# Чечевиця вишнева
Чечевиця вишнева (Carpodacus vinaceus) — вид горобцеподібних птахів родини в'юркових (Fringillidae). Мешкає в Гімалаях і Китаї. Тайванська чечевиця раніше вважалася підвидом вишневої чечевиці.

## Опис
Довжина птаха становить 13-16 см, вага 20,5–23,8 г. Довжина крила становить 71-79 мм, довжина хвоста 58 мм. Виду притаманний статевий диморфізм.
У самців верхня частина голови і верхня частина тіла темно-червоні, надхвістя рожеве, верхні покривні пера хвоста темно-червоні. Над очима широкі рожеві "брови", через очі ідуть чорнуваті смуги. Нижня частина тіла темно-червона, поцяткована чорними смужками, груди і нижні покривні пера хвоста світліші, червонувато-охристі, пера на них мають рожеві кінчики. Крила чорнуваті з червонувато-рожевими краями. Покривні пера крил мають на кінці білувато=рожеві края. Хвіст роздвоєний, чорний, поцяткований чорнувато-коричневими смугами.
У самиць верхня частина тіла переважно темно-коричнева з оливковим відтінком, поцяткована чорними смугами, на надхвісті вони відсутні. Нижня частина тіла світліша, охристо-коричнева, поцяткована темними смужками, на животі і гузці вони відсутні. Крила темно-коричневі або чорнувато-коричневі, пера на них мають світлі кінчики і края. Покривні пера крил мають білувато-охристі кінчики. Стернові пера темно-коричневі з тонкими охристими краями. Забарвлення молодих самців є подібним до забарвлення самиць, однак верхня частина тіла у них світліша, більш смугаста.

## Поширення і екологія
Вишневі чечевиці мешкають в Гімалаях (від Уттар-Прадеша на схід до Непала), від північної М'янми до східного Тибета та від північно-західного Юньнаня і Гуйчжоу через Сичуань на північ до півдня Ганьсу і Шеньсі. Вони живуть в гурських субтропічних лісах з густим підліском і в бамбукових заростях, на висоті від 1970 до 3400 м над рівнем моря. Взимку мігрують в долини, на висоту від 1065 до 3050 м над рівнем моря. Зустрічаються парами або зграйками, живляться насінням, а також ягодами і плодами, іноді дрібними безхребетними.